# ريغينا ماريا روش
ريغينا ماريا روش (بالإنجليزية: Regina Maria Roche)‏ (1764 - 1845)؛ كاتِبة وروائية بريطانية.